# Grand Prix de la ville de Tunis
Le Grand Prix de la ville de Tunis  est une ancienne course cycliste se déroulant à Tunis. Créée en 2007, elle disparaît l'année suivante.
Lors de ses deux éditions, elle fait partie de l'UCI Africa Tour en catégorie 1.2.

## Palmarès
| Année | Vainqueur         | Second             | Troisième          |
| ----- | ----------------- | ------------------ | ------------------ |
| 2007  | Ahmed Mraihi (de) | Fethi Ahmed Atunsi | Ahmed Mohammed Ali |
| 2008  | Azzedine Lagab    | Nabil Baz          | Khalil Tamarent    |